# Lutris
Lutris est un gestionnaire de jeux FOSS (libre, gratuit et open source) pour les systèmes d'exploitation basés sur Linux développé et maintenu par Mathieu Comandon et la communauté  et publié sous la licence publique générale GNU. Lutris propose une installation en un clic pour des centaines de jeux sur son site Web et s'intègre également avec le site Web Steam. Des scripts d'installation sont disponibles pour certains jeux Wine difficiles à installer, notamment League of Legends. Les jeux achetés via GOG et Humble Bundle peuvent être ajoutés via leurs propres lanceurs dans Lutris. Les jeux sont exécutés en utilisant leurs plateformes respectives telles que Wine, Steam ou d'autres émulateurs. Ils peuvent être lancés directement depuis l'application Lutris. Lutris prend en charge plus de 20 émulateurs, dont DOSbox, ScummVM, Atari 800, Snes9x, Dolphin, PCSX2 et PPSSPP.
En 2013, lorsque le support Steam a été ajouté pour la première fois à Lutris, OMG! Ubuntu!  ont noté que la base de données des jeux Lutris était jusqu'ici limitée. Ils ont également noté que s'il était possible de soumettre des programmes d'installation pour la base de données Lutris, chaque ajout devait être approuvé manuellement par l'équipe de développement de Lutris.